# National Hockey League 2004-2005
La stagione 2004-2005 sarebbe dovuta essere l'88ª edizione della National Hockey League (NHL); essa, però, non fu mai disputata a causa del lock-out cominciato il 16 settembre 2004 e terminato il 22 luglio 2005.
La regular season, comprendente oltre mille partite e con inizio previsto per il mese di ottobre, venne inizialmente rimandata a causa del mancato accordo salariale tra giocatori e proprietari delle franchigie, che portò al lock-out del 16 settembre 2004; dopo mesi di discussioni, il 16 febbraio 2005 venne deciso che la stagione non si sarebbe più disputata. Secondo i dati della International Ice Hockey Federation, furono quasi quattrocento i giocatori della NHL che nel corso della stagione 2004-2005 militarono in squadre europee; molti degli atleti avevano però una clausola contrattuale con opzione di ritorno immediato in Nord America qualora il lock-out si fosse risolto.
La cancellazione del campionato 2004-2005 rese la NHL il primo ed unico torneo professionistico al mondo costretto a saltare un'intera stagione a causa di una disputa contrattuale; fu inoltre la prima volta dal 1919 in cui non vennero disputati i play-off della Stanley Cup.

## Squadre
- Atlanta Thrashers
- Boston Bruins
- Buffalo Sabres
- Calgary Flames
- Carolina Hurricanes
- Chicago Blackhawks
- Colorado Avalanche
- Columbus Blue Jackets
- Dallas Stars
- Detroit Red Wings
- Edmonton Oilers
- Florida Panthers
- Los Angeles Kings
- Mighty Ducks Anaheim
- Minnesota Wild

- Montreal Canadiens
- Nashville Predators
- New Jersey Devils
- New York Islanders
- New York Rangers
- Ottawa Senators
- Philadelphia Flyers
- Phoenix Coyotes
- Pittsburgh Penguins
- San Jose Sharks
- St. Louis Blues
- Tampa Bay Lightning
- Toronto Maple Leafs
- Vancouver Canucks
- Washington Capitals

## Draft
Il Draft 2004 si svolse tra il 26 giugno ed il 27 giugno 2004 presso l'RBC Center di Raleigh (North Carolina).
I Washington Capitals nominarono come prima scelta assoluta l'ala russa Aleksandr Ovečkin; altre selezioni rilevanti furono quelle di Evgenij Malkin ai Pittsburgh Penguins, Chris Bourque ai Portland Pirates, Wojtek Wolski ai Colorado Avalanche e Mark Streit ai Montréal Canadiens.